# Charles de Waha
Charles Joseph Arnould Raymond de Waha (Berbourg, 2 april 1862 - Luxemburg, 23 november 1916) was een Luxemburgs politicus.

## Biografie
Charles de Waha stamde uit het adellijke geslacht (de) Waha en was de jongste zoon van agronoom Jean-Philippe de Waha. 
Hij studeerde rechten en werd na een korte loopbaan als advocaat attaché op het departement Justitie, waar hij het tot bureauchef bracht. Op 8 januari 1895 volgde zijn benoeming tot substituut bij de Kantonrechtbank van Luxemburg. Op 9 augustus 1896 werd hij gepromoveerd naar de Regeringsraad en daarna was hij van 25 oktober 1905 tot 3 maart 1915 directeur-generaal van Openbare Werken in de Regering-Eyschen. Na zijn vertrek als directeur-generaal werd hij op 8 maart 1915 door groothertogin Maria Adelheid van Luxemburg benoemd tot lid van de Staatsraad (Conseil d'État), een functie die hij bleef uitoefenen tot zijn dood. Hij overleed in november 1916 aan een dubbele longontsteking.
Charles de Waha was de oom van Raymond de Waha (1877-1942), die van 1920 tot 1925 directeur-generaal van Landbouw, Industrie en Sociale Voorzieningen was.